# Moi dix Mois
Moi dix Mois (japonsky モワディスモワ, Mowadisumowa) je japonský hudební projekt, který založil hudebník a módní návrhář Mana, frontman zaniklé skupiny Malice Mizer. Hudebně je řazen převážně do gothic metalu a symphonic metalu a je součástí japonského hudebního a módního stylu Visual kei.

## Historie
Píše se 19. březen 2002, přibližně 3 měsíce potom, co Malice Mizer oznámili, že pozastavili svou činnost a v tom Mana náhle přichází se svým sólo projektem - Moi dix Mois. První singl Dialogue Symphonie pak vyšel 19. října téhož roku.
První koncerty mimo rodné Japonsko, odehráli Moi dix Mois, v březnu 2005 v německém Mnichově a poté v hlavním městě Francie, Paříži. Tyto koncerty byly součástí jejich Invite to Immorality Tour. Poté, co tour skončila finální show - 24. května 2005 v Tokiu, oznámil Juka svůj odchod ze skupiny.
Nová etapa života začíná pro skupinu 1. března 2006 s vydáním jejich alba Beyond the Gate a přijetím nového zpěváka jménem Seth. Před vydáním alba, předvídal Mana, že to bude pro skupinu začátek nové cesty, nejspíše směrem k elektronické hudbě. Potom, co bylo album vydáno, byl oficiálně oznámen odchod Tohru a Kazuno a přijetí Setha.
V červnu 2006 se Moi dix Mois objevili na Wave-Gotik-Treffen v německém Lipsku. Poté se vrátili zpátky do Japonska.
Slibně vypadající koncert v pěti městech USA oznámený na červenec 2006, byl nakonec zrušen kvůli „rozdílu v názorech“ s organizátorem této tour. Nicméně Mana se v USA i přesto ukázal a to 1. července 2006 na Anime Expo v kalifornském Anaheim, kde prohlásil, že Moi dix Mois plánují Americkou tour „během tohoto roku." Nicméně, nikdy se tak nestalo.
28. března 2007, vydali své v pořadí čtvrté album Dixanadu, a též první album v současném složení skupiny.
27. prosince 2008 se Moi dix Mois účastnili Dis Inferno Vol.VI ~Last Year Party~, kde se objevil i Közi, kytarista z původních Malice Mizer.
Dále Moi dix Mois vystoupili též na Anime Expo 2009, největším anime festivalu v Severní Americe. 2. července pak byli i v Los Angeles Convention Center. A v červenci téhož roku, zakoncertovali s Közim v tour zvané Deep Sanctuary, která proběhla 17.7. v Osace a pak 19.7. v Tokiu.
24. října na V-Rock Festival 09, uvedli Moi dix Mois dva nové songy - Dead Scape a The Sect a ještě novou verzi písně The Prophet.
V červenci 2010 měli další tour s Közim pod názvem Deep Sanctuary II. Tentokrát se tam objevil jako zvláštní host i bývalý baskytarista z Malice Mizer, Yu~ki a to 17. července v Asaka Blitz. Tohle bylo také poprvé, co se po 9 letech sešli na jevišti společně 3 členové z původních Malice Mizer.
Páté album Moi dix Mois s názvem D+Sect, bylo vydáno 15. prosince 2010.
Dne 27. srpna 2011 Mana oznámil, že Moi dix Mois ke svému 10. výročí vydají kompilaci starých skladeb, které budou znovu nahrány. Skladby budou pocházet z prvních dvou alb až po současné hity, s tím, že pokud fanoušci chtějí mohou si napsat o skladbu, kterou by na kompilaci chtěli na blog Many.
  Toto kompilační album vyšlo v roce 2012 pod názvem Reprise. V květnu 2014 skupina oznámila, že náhle zemřel jejich kytarista K a zrušila nadcházející koncert.

## Název skupiny
Moi dix Mois, které ve francouzštině znamená „Mých deset měsíců“, má pro Manu speciální význam. Moi má představovat jeho debut jako sólového umělce; Dix je 10, přičemž jednička má symbolizovat počátek něčeho a nula zase něco jako „věčnost“. Dix mois „deset měsíců“, značí dobu, za kterou se vyvine plod v břiše matky. V Japonsku se v tomto kontextu používají lunární měsíce.

## Diskografie

### Alba
- Dix Infernal (19. březen 2003)
- Nocturnal Opera (20. červenec 2004)
- Dixanadu (28. březen 2007)
- D+Sect (15. prosince 2010)

### EP
- Beyond the Gate (1. březen 2006)

### Kompilace
- Reprise (2012)

### Singly
- Dialogue Symphonie (19. listopad 2002)
- Shadows Temple (31. květen 2004)
- Pageant (6. říjen 2004)
- Lamentful Miss (4. říjen 2006)

### DVD
- Dix Infernal ~Scars of Sabbath~ (16. prosinec 2003)
- Europe Tour 2005 -Invite to Immorality- (27. červenec 2005)
- Dixanadu ~Fated "Raison d'être"~ Europe Tour 2007 (30. leden 2008)

## Změny ve složení kapely

### Původní složení
- Mana – kytara, klávesy a programming
- Juka – zpěv
- Kazuno – baskytara
- Tohru – bicí

Juka a Kazuno patřili mezi původní členy Moi dix Mois. Tohru ve skupině zprvu pracoval pouze jako výpomocný bubeník. Oficiálně se ke skupině přidal až v květnu 2004 při vydání Shadows Temple. Kytarista K byl veřejnosti představen během prosincového koncertu Dis Inferno III v roce 2004. Na konci Invite to Immorality Tour v květnu 2005, oznámil Juka svůj odchod. Současně byl oznámen i odchod Kazuno a Tohru s vydáním Beyond of the Gate. Ve stejnou dobu byl přijat i nový zpěvák Seth. Sugiya a Hayato vystupovali jako výpomoc při koncertech až do vydání Lamentful Miss, kde byli poprvé označeni za oficiální členy.

### Současné složení
- Mana – kytara, klávesy a programming
- Seth – zpěv
- Sugiya – baskytara
- Hayato – bicí